# Polimeraza RNA
Polimeraza RNA, RNAP – enzym wytwarzający nić RNA na matrycy DNA w procesie zwanym transkrypcją. Enzym ten porusza się wzdłuż nici DNA w kierunku 3' → 5', a nić RNA powstaje w kierunku 5' → 3' z szybkością 50-100 zasad na sekundę.
Polimeraza RNA wykorzystująca jako matrycę nić DNA to polimeraza RNA zależna od DNA. U wirusów i roślin występują też polimerazy RNA zależne od RNA, które wykorzystują jako matrycę nić RNA.

## Polimerazy u bakterii
U bakterii występuje jedna polimeraza RNA, syntetyzująca wszystkie rodzaje RNA. Składa się ona z 5 podjednostek: dwóch podjednostek α rozpoznających czynniki regulatorowe, podjednostki β katalizującej syntezę RNA, podjednostki β' wiążącej niespecyficznie DNA i podjednostki ω tworzących razem część rdzeniową enzymu. Do związania się z sekwencjami promotorowymi potrzebna jest jeszcze szósta podjednostka – sigma (σ). Taki enzym określa się jako holoenzym. Transkrypcja z większości promotorów Escherichia coli prowadzona jest przez polimerazę RNA zawierającą czynnik σ70, ale podczas transkrypcji niektórych genów wykorzystywane są alternatywne czynniki sigma rozpoznające inne sekwencje promotorowe.

## Polimerazy u eukariontów

### Polimerazy RNA zależne od DNA
U eukariontów występuje kilka jądrowych polimeraz RNA składających się z kilkunastu (od 12 do 17) podjednostek:
- Polimeraza RNA I (Pol I) syntetyzuje pre-rRNA 45S, z którego powstają 28S, 18S i 5.8S rRNA, wchodzące w skład rybosomu. Zlokalizowana jest w jąderku.
- Polimeraza RNA II (Pol II) transkrybuje geny tworzące białka tworząc pre-mRNA. Syntezuje większość snRNA i małe jąderkowe RNA[1],
- Polimeraza RNA III (Pol III) syntetyzuje tRNA, 5S rRNA.[1]
- Polimeraza RNA IV jest specyficzna dla roślin (bierze udział w tworzeniu siRNA zaangażowanych w zależną od RNA metylację DNA, wyciszanie transkrypcji i formowanie heterochromatyny

Jądrowe polimerazy RNA eukariontów – w przeciwieństwie do polimerazy RNA bakterii – potrzebują do rozpoczęcia transkrypcji zestawu podstawowych czynników transkrypcyjnych (kompleks preinicjacyjny), ponieważ rozpoznają nie sekwencję promotora, ale kompleks kwas nukleinowy–białko.
Ponadto u eukariota istnieją polimerazy RNA specyficzne dla mitochondriów i chloroplastów.
Polimerazy mitochondrialne są kodowane przez genom jądrowy, charakteryzują się znaczną homologią do polimeraz bakteriofagów z rodziny T3/T7 i zbudowane są z jednej podjednostki. Alternatywny transkrypt genu kodującego ludzką polimerazę mitochondrialną daje jądrowo-specyficzną polimerazę RNA, która odpowiada za transkrypcję niektórych mRNA.
W chloroplastach roślin wyższych występują dwa rodzaje polimeraz. Polimeraza pierwszego rodzaju (PEP) jest homologiczna do polimeraz bakteryjnych, a jej podjednostki kodowane są przez genom chloroplastów (z wyjątkiem podjednostek sigma (σ), kodowanych przez genom jądrowy). Polimeraza drugiego rodzaju (NEP) jest homologiczna do polimeraz bakteriofagów, składa się z jednej podjednostki, i jest kodowana przez genom jądrowy.

### Polimerazy RNA zależne od RNA
U roślin występują też polimerazy RNA zależne od RNA, które biorą udział w odpowiedzi na infekcje wirusami i wiroidami, oraz w normalnych procesach rozwoju roślin, wykorzystując mechanizm interferencji RNA.

### Polimerazy poli(A)
U eukariota występują też niezależne od DNA polimerazy poli(A). Uczestniczą one w procesach obróbki potranskrypcyjnej transkryptów Pol II. Dobudowują na końcu 3' cząsteczki RNA niekodowane reszty adeniny, układające się w ciągi oligo- lub poli(A). Proces ten nazywamy poliadenylacją.
U drożdży zidentyfikowano dwie takie polimerazy: Pap1 i Trf4. Pap1 dodaje do prekursorów mRNA ogon poli(A), który stabilizuje cząsteczkę, to znaczy zabezpiecza przed degradacją przez egzonukleazy 3'→5'. Trf4 natomiast, działając w kompleksie TRAMP, poliadenyluje niekodujące RNA, m.in. snoRNA i transkrypty CUT, co stymuluje ich egzonukleolizę od końca 3'. W przypadku snoRNA jest to etap dojrzewania cząsteczki, natomiast w przypadku CUT prowadzi do natychmiastowej i całkowitej degradacji transkryptu.

## Polimerazy u archeonów
U archeonów występuje jedna polimeraza RNA składająca się z 13 podjednostek o dużej homologii do podjednostek eukariotycznych polimeraz RNA (a zwłaszcza polimerazy RNA II). Podobnie jak eukariotyczne polimerazy RNA potrzebuje do rozpoczęcia transkrypcji obecności ogólnych czynników transkrypcyjnych.

## Polimerazy u wirusów
Wiele wirusów posiada własne polimerazy RNA. Są wśród nich polimerazy RNA zależne od DNA i polimerazy RNA zależne od RNA. Polimeraza RNA bakteriofaga T7 składa się z jednej podjednostki i jest podobna do polimeraz mitochondrialnych i chloroplastowych. Charakteryzuje się też znaczną homologią do polimerazy DNA.